# Bruno Leite
Bruno Miguel Santos Leite (Lisbona, 26 marzo 1995) è un calciatore capoverdiano con cittadinanza portoghese, centrocampista dell'Haugesund e della nazionale capoverdiana.

## Statistiche

### Presenze e reti nei club
Statistiche aggiornate al 14 gennaio 2021.
| Stagione         | Club             | Campionato       | Campionato | Campionato | Coppe nazionali | Coppe nazionali | Coppe nazionali | Coppe continentali | Coppe continentali | Coppe continentali | Supercoppe | Supercoppe | Supercoppe | Totale | Totale |
| Stagione         | Club             | Comp             | Pres       | Reti       | Comp            | Pres            | Reti            | Comp               | Pres               | Reti               | Comp       | Pres       | Reti       | Pres   | Reti   |
| ---------------- | ---------------- | ---------------- | ---------- | ---------- | --------------- | --------------- | --------------- | ------------------ | ------------------ | ------------------ | ---------- | ---------- | ---------- | ------ | ------ |
| 2012             | Skeid            | 2D               | 7          | 1          | CN              | 0               | 0               | -                  | -                  | -                  | -          | -          | -          | 7      | 1      |
| 2013             | Skeid            | 3D               | 19         | 4          | CN              | 1               | 0               | -                  | -                  | -                  | -          | -          | -          | 20     | 4      |
| 2014             | Skeid            | 2D               | 18         | 3          | CN              | 0               | 0               | -                  | -                  | -                  | -          | -          | -          | 18     | 3      |
| 2015             | Skeid            | 2D               | 18         | 4          | CN              | 0               | 0               | -                  | -                  | -                  | -          | -          | -          | 18     | 4      |
| 2016             | Skeid            | 2D               | 20         | 4          | CN              | 0               | 0               | -                  | -                  | -                  | -          | -          | -          | 20     | 4      |
| Totale Skeid     | Totale Skeid     | Totale Skeid     | 82         | 16         |                 | 1               | 0               |                    | -                  | -                  |            | -          | -          | 83     | 16     |
| 2017             | Haugesund        | ES               | 23         | 0          | CN              | 3               | 0               | UEL                | 3                  | 0                  | -          | -          | -          | 29     | 0      |
| 2018             | Haugesund        | ES               | 24         | 1          | CN              | 2               | 0               | -                  | -                  | -                  | -          | -          | -          | 26     | 1      |
| 2019             | Haugesund        | ES               | 24         | 2          | CN              | 4               | 0               | UEL                | 6                  | 1                  | -          | -          | -          | 34     | 3      |
| 2020             | Haugesund        | ES               | 23         | 0          | -               | -               | -               | -                  | -                  | -                  | -          | -          | -          | 23     | 0      |
| Totale Haugesund | Totale Haugesund | Totale Haugesund | 94         | 3          |                 | 9               | 0               |                    | 9                  | 1                  |            | -          | -          | 112    | 4      |
| Totale           | Totale           | Totale           | 146        | 4          |                 | 10              | 0               |                    | 9                  | 1                  |            | -          | -          | 165    | 5      |

## Palmarès

### Club

#### Competizioni nazionali
- 3. divisjon: 1

Skeid: 2013 (gruppo 1)